# Massacre (film 1989)
Massacre (noto anche come Massacro) è un film italiano del 1989 diretto da Andrea Bianchi.

## Trama
Un regista che sta girando un film dell'orrore decide di farsi aiutare da una medium per rendere più realistiche le vicende narrate nella sua pellicola. Gli attori del film e il regista si sottopongono così a una seduta spiritica, ma durante il suo svolgimento un'entità maligna riesce ad avere la meglio sul controllo della medium. All'insaputa di tutti, lo spirito di un pazzo omicida, non altri che Jack lo squartatore, prende pieno possesso di anima e corpo di una persona lì presente, che comincia a mietere vittime tra le persone del cast. La polizia ritiene erroneamente trattarsi dello stesso assassino che in quel periodo sta massacrando diverse persone, ma gli assassini da catturare sono più di uno.

## Produzione
Questo film fu prodotto in origine per la serie I maestri del brivido di Reteitalia. Come gli altri film del ciclo, non fu mai mandato in onda a causa della violenza considerata eccessiva. Fu trasmesso da reti locali nel 1991 e distribuito in videocassetta l'anno seguente, all'interno del ciclo Lucio Fulci presenta.